# Maha Naga
Maha Naga (Senewi) fou rei d'Anuradhapura (Sri Lanka) vers el 560 a 564.
Ja era un home vell quan la seva rebel·lio, preparada durant anys, va triomfar. Va reparar i adornar diversos edificis religiosos i va cedir terres importants a vihara Jetawanaya i a la Maha Vihara.
Va morir al cap d'uns tres anys i el va succeir el seu cosí matern Aggabodhi I (Akbo)